# استریو (فضاپیما)
استریو (انگلیسی: STEREO) با نام کامل رصدخانه روابط خورشیدی زمینی (Solar TErrestrial RElations Observatory) یک مأموریت فضایی رصد خورشید است. در این پروژه دو فضاپیمای تقریباً یکسان STEREO-A و STEREO-B در سال ۲۰۰۶ به مدارهای اطراف خورشید پرتاب شدند. وجود دو فضاپیما باعث می‌شود که یکی از آن‌ها به ترتیب جلوتر از زمین حرکت کند و فضاپیمای دیگر به تدریج در پشت زمین قرار گیرد. این روش امکان تصویربرداری برجسته‌بینی از خورشید و پدیده‌های آن مانند خروج جرم از تاج خورشیدی را فراهم می‌سازد.
تماس با STEREO-B در سال ۲۰۱۴ پس از چرخش کنترل نشده‌ای در آن که از تولید انرژی کافی توسط پنل‌های خورشیدی آن جلوگیری می‌کرد، از بین رفت، اما STEREO-A هنوز عملیاتی و فعال است.